# Plau am See
Plau am See (fram till 2004:Plau) är en stad i det nordtyska förbundslandet Mecklenburg-Vorpommern.
Staden ingår i kommunalförbundet Amt Plau am See tillsammans med kommunerna Barkhagen och Ganzlin.

## Geografi
Plau är belägen öster om staden Lübz i distriktet Ludwigslust-Parchim. Öster om staden ligger sjön Plauer See, som avvattnas vid Plau av floden Elde.
I dag har staden tio ortsdelar:
| - Appelburg - Gaarz - Hof Lalchow - Karow (sedan januari 2011) - Klebe | - Leisten (sedan januari 2011) - Quetzin - Reppentin - Plau - Wendisch Priborn (sedan januari 2011) |

## Historia
Före 1200-talet var orten en slavisk boplats vid sjön Plauer See. Under 1220-talet uppfördes en kyrka vid orten, som fick sina stadsrättigheuter under denna tid (1225/1226).
1235 omnämns första gången staden med namnet Plawe,
som tillhörde herrskapet Werle mellan 1256 och 1436. 1436 tillföll orten hertigdömet Mecklenburg.

### Befolkningsutveckling
Befolkningsutveckling  i Plau am See
Källa:,,

## Vänorter
Staden Plau am See har följande vänorter:
- Plön i Tyskland[10]
- Nysted, i Danmark

## Sevärdheter

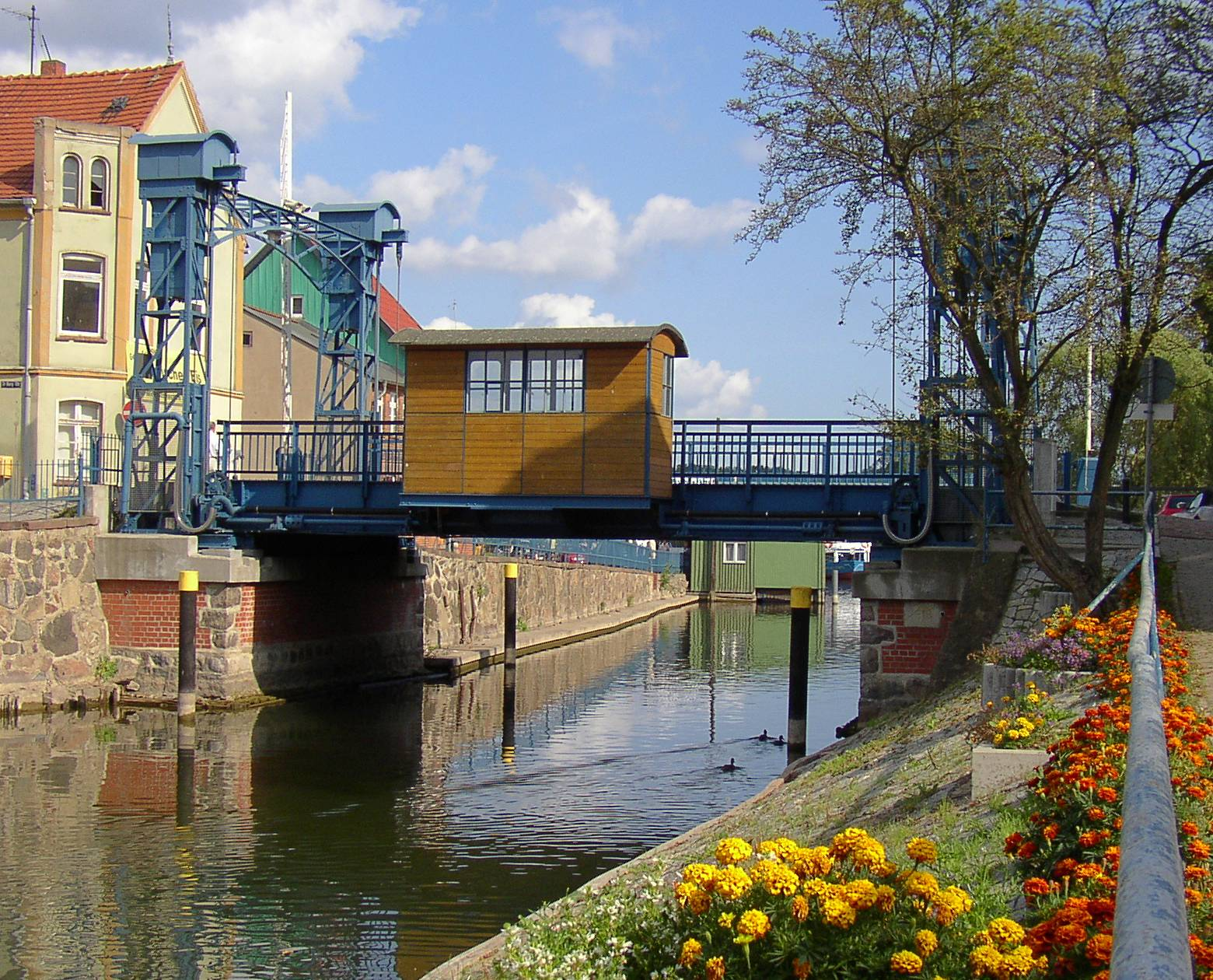
Lyftbron över floden Elde i Plau

- St. Marienkyrkan, gotisk kyrka från 1200-talet
- Lyftbron över floden Elde, från 1916
- Judiska begravningsplatsen i Plau am See (anlagd 1755)

## Kommunikationer
Genom Plau am See går förbundsvägarna (tyska: Bundesstraße) B 103 (Rostock-Kyritz) och B 191 (Celle – Plau am See).
Vid ortsdelen Karow har staden anknytning till järnvägslinjen mellan Ludwigslust/Parchim och Waren (mecklenburgska sydbanan).